# 松平康哉
松平 康哉（まつだいら やすちか）は、江戸時代中期の大名。美作津山藩5代藩主。官位は従四位下・越後守、侍従、贈従三位。

## 生涯
宝暦2年（1752年）4月19日、4代藩主・松平長孝の長男として誕生。宝暦12年（1762年）、父の死去により跡を継ぐ。
先代の長孝は庄屋制度を廃するなどの"新法"による藩政改革を行なうことで藩財政などの再建を目指したが、あまり効果がなかった上、長孝も若死にしたため失敗に終わっていた。跡を継いだ康哉は、父が始めた新法による改革を一旦廃し、あくまで旧法による藩政改革を目指した。まず、同時代の名君と言われた上杉治憲や細川重賢らに倣い、大村庄助や飯室武中ら家柄にとらわれない有能な人材を登用して藩政にあたらせ、孝行者に対して褒賞を出す、育児法を制定するなどの、いわゆる社会福祉的な政策を中心とした藩政改革を断行し、成功を収めた。しかし天明3年（1783年）5月には天明の大飢饉による米価高騰により、領内で打ちこわしも起こった。
寛政6年（1794年）8月19日、43歳で死去し、跡を次男・康乂が継いだ。明治43年（1910年）11月16日、従三位を追贈された。
同時代の幕府老中で康哉と親交のあった松平定信は著書中にて康哉を、こう評している。
「人となり博学弁才無双、相学、天学をなして高談をよろこぶ。　いかがしけん、予をば至って親しみて、常に来り訪ひ給ふ。　相客あれば来り給はず。　これ又偉人なり。」

## 系譜
- 正室：井伊直幸の娘
- 側室：藤井氏
  - 長男：仙千代
- 側室：柴田久悦の娘
  - 次男：康乂（1786-1805）
  - 五男：信行（1790-1873） - 松平信愛の養子
- 側室：池田氏
  - 三男：斉孝（1788-1838） - 松平康乂の養子
  - 六男：時敏
  - 八男：近藤用明
- 側室：井岡氏
  - 四男：維賢 - 子に松平信発、高木正坦
  - 七男：富丸
- 側室：福田氏
  - 長女：柔姫 - 松平知豊正室